# Podział administracyjny Saint Vincent i Grenadyn

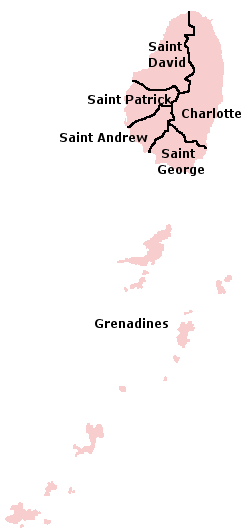
Podział administracyjny Saint Vincent i Grenadyn

Saint Vincent i Grenadyny dzielą się na sześć parafii:
1. Charlotte
2. Grenadyny
3. Saint Andrew
4. Saint David
5. Saint George
6. Saint Patrick